# Mistrzostwa Świata w Kolarstwie Przełajowym 1980
31. Mistrzostwa Świata w Kolarstwie Przełajowym 1980 odbyły się w szwajcarskiej miejscowości Wetzikon, w dniach 26–27 stycznia 1980 roku. Rozegrano wyścigi mężczyzn w kategoriach zawodowców, amatorów i juniorów.

## Medaliści
| Konkurencja:                 | Złoto:          | Czas      | Srebro:            | Czas     | Brąz:                | Czas     |
| Klasyfikacja mężczyzn        |                 |           |                    |          |                      |          |
| Zawodowcy (27 stycznia 1980) | Roland Liboton  | 1:07:17 h | Klaus-Peter Thaler | + 0:19 m | Hennie Stamsnijder   | + 0:19 m |
| Amatorzy (26 stycznia 1980)  | Fritz Saladin   | 1:00:09 h | Andrzej Mąkowski   | + 0:21 m | Grzegorz Jaroszewski | + 0:27 m |
| Juniorzy (26 stycznia 1980)  | Radomír Šimůnek | 42:48 m   | Jokin Mujika       | + 0:06 m | Bernard Woodtli      | + 0:16 m |

## Szczegóły

### Zawodowcy
| Medal | Zawodnik           | Narodowość | Czas      |
| ----- | ------------------ | ---------- | --------- |
|       | Roland Liboton     | Belgia     | 1:07:17 h |
|       | Klaus-Peter Thaler | RFN        | + 0:19    |
|       | Hennie Stamsnijder | Holandia   | + 0:19    |
| 4     | Albert Zweifel     | Szwajcaria | + 0:22    |
| 5     | Peter Frischknecht | Szwajcaria | + 1:25    |
| 6     | Erwin Lienhard     | Szwajcaria | + 2:20    |
| 7     | André Geirland     | Belgia     | + 3:04    |
| 8     | Robert Vermeire    | Belgia     | + 3:43    |
| 9     | Alex Gérardin      | Francja    | + 4:15    |
| 10    | Gilles Blaser      | Szwajcaria | + 4:36    |

### Amatorzy
| Medal | Zawodnik             | Narodowość | Czas      |
| ----- | -------------------- | ---------- | --------- |
|       | Fritz Saladin        | Szwajcaria | 1:00:09 h |
|       | Andrzej Mąkowski     | Polska     | + 0:21    |
|       | Grzegorz Jaroszewski | Polska     | + 0:27    |
| 4     | Carlo Lafranchi      | Włochy     | + 0:32    |
| 5     | Dieter Uebing        | RFN        | + 0:39    |
| 6     | Franco Vagneur       | Włochy     | + 1:32    |
| 7     | Ueli Müller          | Szwajcaria | + 1:41    |
| 8     | Ivan Messelis        | Belgia     | + 1:56    |
| 9     | Vito Di Tano         | Włochy     | + 2:06    |
| 10    | Paul De Brauwer      | Belgia     | + 2:21    |

### Juniorzy
| Medal | Zawodnik          | Narodowość     | Czas    |
| ----- | ----------------- | -------------- | ------- |
|       | Radomír Šimůnek   | Czechosłowacja | 42:48 m |
|       | Jokin Mujika      | Hiszpania      | + 0:06  |
|       | Bernard Woodtli   | Szwajcaria     | + 0:16  |
| 4     | Rigobert Matt     | NRD            | + 0:18  |
| 5     | Hansjörg Winkler  | RFN            | + 0:18  |
| 6     | Eric Vanderaerden | Belgia         | + 0:32  |
| 7     | Heinz Matschke    | RFN            | + 0:46  |
| 8     | Tadeusz Krześlak  | Polska         | + 0:53  |
| 9     | Rudi Flierl       | RFN            | + 1:08  |
| 10    | Ernst Weidmann    | Szwajcaria     | + 1:34  |

## Tabela medalowa
| Miejsce | Państwo        |   |   |   |   |
| ------- | -------------- | - | - | - | - |
| 1.      | Szwajcaria     | 1 | 0 | 1 | 2 |
| 2.      | Belgia         | 1 | 0 | 0 | 1 |
| 2.      | Czechosłowacja | 1 | 0 | 0 | 1 |
| 4.      | Polska         | 0 | 1 | 1 | 2 |
| 5.      | RFN            | 0 | 1 | 0 | 1 |
| 5.      | Hiszpania      | 0 | 1 | 0 | 1 |
| 7.      | Holandia       | 0 | 0 | 1 | 1 |